# Zrzucim
Zrzucim (inaczej Zrucim lub Źruzim) – jezioro morenowe w woj. wielkopolskim, w powiecie międzychodzkim, w gminie Międzychód, w pobliżu osady Wiktorowo, leżące na terenie Pojezierza Poznańskiego.

## Dane morfometryczne
Powierzchnia zwierciadła wody według różnych źródeł wynosi od 4,6 ha do 8,82 ha.

## Hydronimia
Według urzędowego spisu opracowanego przez Komisję Nazw Miejscowości i Obiektów Fizjograficznych (KNMiOF) nazwa tego jeziora to Zrzucim. W różnych publikacjach i na mapach topograficznych jezioro to występuje pod nazwą Źrucim lub Zrucim.